# FatSecret
 Fatsecretは、ユーザーが栄養、運動、体重を追跡できるようにするモバイルアプリケーション、ウェブサイト、およびAPIサービスである。 

## 歴史
Fatsecretは、2007年にオーストラリアのメルボルンで、Lenny MosesとRodney Mosesによって設立された。2019年時点で、LennyはCEOを務めている。FatSecretはカロリー計測と食事のトラッキングのアプリで知られており、2016年4月までに4,500万人のユーザーがサービスを利用したと説明してる。2018年8月、プレミアムバージョンのアプリがリリースされた。
2009年8月以降、FatsecretはFatsecret Platform APIを公開しており、世界中の食物と栄養を収集したデータベースにアクセスすることができる。